# Helina subpubiseta
Helina subpubiseta este o specie de muște din genul Helina, familia Muscidae, descrisă de Xue în anul 1986. Conform Catalogue of Life specia Helina subpubiseta nu are subspecii cunoscute.